# Maillardia borbonica
Maillardia borbonica és una espècie de planta de la família de les Moràcies. És endèmica de l'illa de la Reunió, un departament francès d'ultramar al sud-oest de l'oceà Índic.